# 4324 Bickel
4324 Bickel eller 1981 YA1 är en asteroid i huvudbältet som upptäcktes den 24 december 1981 av den amerikanska astronomen Laurence G. Taff i Socorro, New Mexico. Den är uppkallad efter den tyske amatörastronomen Wolf Bickel.
Asteroiden har en diameter på ungefär 11 kilometer.